# Блиња
Блиња је насељено место у саставу града Петриње, у Банији, Република Хрватска.

## Историја
Године 1513. ступио је на банску столицу у Хрватској, бискуп Петар Бериславић. Он је са својом четом први похитао да заштити Србе из околине "града Блиње крај Петриње", где су Турци често пљачкали и робили народ. Потукао је жестоко Турке пред Дубицом 16. августа те године, и донео мир и ред у тај крај.
У месту је 1827. године било два православна свештеника: парох поп Лука Адамовић намесник и ђакон Софроније Адамовић.
У Блињи је 1891–1895. године служио као парох поп Јован Воркапић, који је уз то и намесник. То је био умни свештеник, добар проповедник који се бавио писањем чланака у црквеним листовима. Објавио је 1898. године као парох и намесник петрињски, у матициној едицији "Књиге за народ", књигу "Српске народне приповетке". Из Блиње ће пре 1898. године прећи у Петрињу, на парохију и предавати катихизис у гимназији и Учитељској школи. Иконописац Анастас Боцарић (тада из Загреба) је 1894. године склопио уговор са месном православном црквеном општином, за осликавање иконостаса нове цркве. Погођени посао је био вредан 2400 ф. Јула 1899. године тражен је нови свештеник, у православној парохији II платежног разреда у Блињи. Парох у Блињи је 1903-1910. године поп Павле Драгић.
Године 1930. село Бијелник је одлуком виших власти одвојено од општине Градуса и припојено општини Блиња, у срезу Петрињском.
Петрињски трговац Никола Вујатовић поклонио је 1880. године књижице доброј школској деци у Блињи. Премештен је 1888. године у Блињу учитељ Милош Божић (ту и 1894). Основна школа у месту се од децембра 1934. године званично назива: "Државна народна школа Витешког краља Александра I Ујединитеља у Блињи". Та школа је 1939. године поред три одељења Народне школе добила право да отвори и први разред Више народне школе, са редовном наставом.
Поп Драгић је 1904. године скупио претплату за лист "Српско коло" од 25 мештана. Славко Ћурчић трговац у Блињи дао је скупљене прилоге 1904. и 1905. године за лист "Српско коло" из Загреба. У месту је 1937. године основан огранак "Сељачког кола".
Блиња се од распада Југославије до августа 1995. године налазила у Републици Српској Крајини.

## Становништво
На попису становништва 2011. године, Блиња је имала 78 становника.

## Попис 1991.
На попису становништва 1991. године, насељено место Блиња је имало 210 становника, следећег националног састава:
| Попис 1991.‍  | Попис 1991.‍  | Попис 1991.‍ | Попис 1991.‍ | Попис 1991.‍ |
| ------------ | ------------ | ----------- | ----------- | ----------- |
|              |              |             |             |             |
| Срби         | Срби         |             | 205         | 97,61%      |
| Југословени  | Југословени  |             | 3           | 1,42%       |
| Хрвати       | Хрвати       |             | 1           | 0,47%       |
| неопредељени | неопредељени |             | 1           | 0,47%       |
| укупно: 210  |              |             |             |             |